# Cortaderia
Genre
Classification phylogénétique
Cortaderia  est un genre de plantes de la famille des Poacées, sous-famille des Danthonioideae. Il comprend une vingtaine d'espèces originaires d'Amérique du Sud, de la Nouvelle-Zélande et de Nouvelle-Guinée.

## Caractéristiques générales
Ce sont des herbes de taille imposante, de 1,5 à 3 m de haut avec de gracieuses inflorescences en plumets.

## Espèces
- Cortaderia araucana Stapf
- Cortaderia bifida Pilg.
- Cortaderia jubata (Lemoine ex Carrière) Stapf
- Cortaderia pilosa (d'Urv.) Hack.
- Cortaderia rudiuscula Stapf
- Cortaderia selloana (Schult. & Schult. f.) Asch. & Graebn., l'herbe de la pampa

## Culture
Ces plantes sont largement cultivées pour leurs qualités ornementales. L'expression « herbe de la Pampa » qui désigne au sens strict l'espèce Cortaderia selloana est couramment appliquée à toutes les espèces du genre, voire relevant d'autres genres, comme Erianthus et Saccharum ravennae.
Certaines de ces espèces, notamment Cortaderia selloana, Cortaderia jubata et Cortaderia rudiuscula, sont devenues des plantes envahissantes dans certaines régions comme la Nouvelle-Zélande, le littoral de la Californie ou Hawaï. Dans ces régions, il convient d'éviter de planter des espèces de Cortaderia non indigènes.
Depuis 2019, Cortaderia jubata est inscrite dans la liste des espèces exotiques envahissantes préoccupantes pour l’Union européenne. Cela signifie qu'elle ne peut pas être importée, cultivée, commercialisée, plantée, ou libérée intentionnellement dans la nature, et ce nulle part dans l’Union européenne.